# Ivan Nagler
Ivan Nagler (Brunico, 30 de enero de 1999) es un deportista italiano que compite en luge en la modalidad doble.
Ganó tres medallas en el Campeonato Europeo de Luge entre los años 2019 y 2025. Participó en los Juegos Olímpicos de Pyeongchang 2018, ocupando el quinto lugar en la prueba por equipos.

## Palmarés internacional
| Campeonato Europeo | Campeonato Europeo    | Campeonato Europeo | Campeonato Europeo |
| Año                | Lugar                 | Medalla            | Prueba             |
| ------------------ | --------------------- | ------------------ | ------------------ |
| 2019               | Oberhof (Alemania)    | Medalla de oro     | Equipo             |
| 2020               | Lillehammer (Noruega) | Medalla de plata   | Equipo             |
| 2025               | Winterberg (Alemania) | Medalla de bronce  | Equipo             |